# Bogárdi-vízfolyás
A Bogárdi-vízfolyás Dégtől nyugatra ered, Fejér vármegyében. A patak forrásától kezdve keletii irányban halad, majd Dég belterületén eléri a Bozót-patakot.
A patak útja során átfolyik a 64-es főút alatt. A pataktól északra áll a dégi Festetics-kastély.
A Bogárdi-vízfolyás vízgazdálkodási szempontból az Észak-Mezőföld és Keleti-Bakony Vízgyűjtő-tervezési alegység működési területéhez tartozik.
A vízfolyásba torkollik Dégnél a Kislángi-árok.

## Part menti település
- Dég